# ران بنش
ران بنش (انگلیسی: Ron Baensch; ۵ ژوئن ۱۹۳۹ – ۲۸ دسامبر ۲۰۱۷) دوچرخه‌سوار اهل استرالیا بود.
وی در مسابقات کشوری و بین‌المللی در مجموع برندهٔ ۲ مدال نقره، ۲ مدال برنز شده‌است.